# Phong trào Thánh khiết
Phong trào Thánh khiết qui tụ các tín hữu Cơ Đốc là những người xác tín và rao giảng đức tin cho rằng "bản chất xác thịt" của con người có thể được thanh tẩy qua đức tin và bởi quyền năng của Chúa Thánh Linh nếu người ấy tin nhận Chúa Giê-xu để được tha thứ tội lỗi.
Theo quan điểm của Phong trào Thánh khiết, những lợi ích đến từ đời sống Thánh khiết gồm có "linh quyền" và khả năng duy trì sự thanh sạch của tấm lòng (tư tưởng và hành động không còn bị ô uế bởi tội lỗi). Học thuyết này được biết đến trong vòng các giáo hội thuộc phong trào Thánh khiết như là "sự Thánh hóa toàn diện", mặc dù thuật ngữ "sự toàn hảo Cơ Đốc" được sử dụng rộng rãi hơn.

## Khởi nguyên
Phong trào Thánh khiết khởi phát từ:
- Cuộc Cải cách Kháng nghị, với sự chú trọng đặc biệt vào giáo lý con người được cứu rỗi chỉ bởi ân điển và chỉ qua đức tin.
- Phong trào Thanh giáo thế kỷ 17 tại nước Anh, sau phát triển sang Mỹ, tập chú vào việc tuân giữ Kinh Thánh và quyền được tách rời khỏi quốc giáo (Anh giáo).
- Phong trào Sùng tín thế kỷ 17 tại Đức, dưới sự lãnh đạo của Philipp Jakob Spener và tín hữu Giáo hội Moravia, đặc biệt quan tâm đến đời sống tâm linh của cá nhân cùng với trách nhiệm theo đuổi một cuộc sống công chính.
- Quietism, được rao giảng bởi Hội đoàn tôn giáo Bạn hữu (Quaker), tập chú vào kinh nghiệm cá nhân để trải nghiệm về Thiên Chúa và nhận biết ý chỉ của ngài cho chính mình.
- Cuộc Chấn hưng Tin Lành (Evangelical Revival in England) bùng phát tại Anh Quốc trong thập niên 1730 bởi John Wesley và em trai ông, Charles Wesley, đã đem đến nước Anh, sau đó là Hoa Kỳ, một phiên bản đậm nét Wesley về giáo lý Sùng tín từ nước Đức.
- Cuộc Đại Tỉnh thức lần thứ nhất trong thế kỷ 18 và đầu thế kỷ 19 tại Hoa Kỳ, bùng phát bởi sự thuyết giảng của George Whitefield, Jonathan Edwards và những nhà thuyết giáo khác, nhấn mạnh vào kinh nghiệm qui đạo của tín hữu.
- Cuộc Đại Tỉnh thức lần thứ hai khởi phát trong thế kỷ 19 tại Hoa Kỳ bởi Charles Grandison Finney, Lyman Beecher, Francis Asbury và những nhà thuyết giáo khác, cũng tập chú vào sự cần có trải nghiệm qui đạo.

## Dẫn lược
Phong trào Thánh khiết cổ xuý cho một Cơ Đốc giáo tập chú vào trải nghiệm cá nhân, sống đạo và sự thay đổi triệt để trong nếp sống. Ba khái niệm trọng tâm của Phong trào Thánh khiết là:
- Trải nghiệm sự tái sinh, bởi ân điển và qua đức tin.
- Tín hữu cần được Thánh hóa, cũng bởi ân điển và qua đức tin.
- Sự xác chứng về sự cứu rỗi bởi lời chứng của Chúa Thánh Linh.

Khái niệm đầu là giáo lý trọng yếu của toàn thể trào lưu Tin Lành thuộc cộng đồng Kháng Cách. Hai khái niệm còn lại là đặc thù của Phong trào Thánh khiết.
Tín hữu thuộc Phong trào Thánh khiết nhận thức về khái niệm đầu (sự tái sinh tâm linh) với sự chú trọng vào khía cạnh cảm xúc và trải nghiệm cá nhân cũng như tính huyền nhiệm nhiều hơn những trào lưu khác thuộc Cơ Đốc giáo.
Khái niệm thứ hai thường được xem là một trải nghiệm cá nhân, một người sau khi được tái sinh, hết lòng cung hiến cho Thiên Chúa, sẽ nhận lãnh năng lực cho một đời sống Thánh khiết. Một vài nhóm Thánh khiết cho rằng con người có thể sống mà không phạm tội, trong khi nhiều người khác tin rằng sau khi nhận lãnh trải nghiệm Thánh hoá, mỗi ngày họ trở nên Thánh khiết hơn. Kinh nghiệm này thường được gọi là "sự thăm viếng thứ nhì" hoặc "phước hạnh thứ nhì", hoặc là "được đầy dẫy Chúa Thánh Linh".
Khái niệm thứ ba miêu tả sự nhận biết tự nhiên đến với những người đã nhận lãnh trải nghiệm tái sinh, gọi là "sự xác chứng về sự cứu rỗi".

## Lịch sử

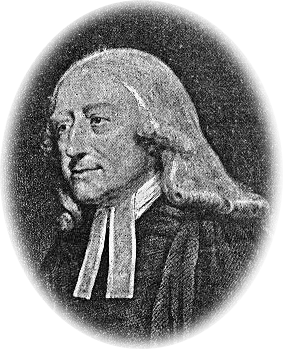
John Wesley

Một sự quan tâm đặc biệt về đức hạnh Thánh khiết của Cơ Đốc giáo được làm sống lại trong vòng các tín hữu Giám Lý trong thế kỷ 19. Họ tìm thấy lại giáo lý này trong lời giảng của John Wesley về Sự toàn hảo Cơ Đốc.
Năm 1836 tại thành phố New York, một tín hữu Giám Lý, Sarah Worral Lankford, khởi xướng những buổi nhóm vào thứ Ba nhằm cổ xuý cho sự Thánh khiết. Năm 1837, Timothy Merrit thành lập một tạp chí gọi là Đường dẫn đến sự Toàn hảo Cơ Đốc với mục đích truyền bá và cổ xuý tư tưởng của Wesley, cho rằng tín hữu Cơ Đốc có thể sống mà không phạm phải những tội trọng.
Năm 1837, Phoebe Palmer, em gái của Sarah Lankford, trải nghiệm điều bà gọi là "sự Thánh hoá toàn diện". Palmer bắt đầu hướng dẫn các buổi nhóm họp vào thứ Ba cổ xuý cho sự Thánh khiết. Ban đầu chỉ có phụ nữ đến dự, nhưng dần dần các giám mục Giám Lý và các chức sắc cũng đến. Palmer trở nên biên tập viên cho tạp chí của Merritt, nay được gọi là Đường dẫn đến Thánh khiết. Năm 1859, bà xuất bản tác phẩm The Promise of the Father (Lời hứa của Cha), tranh luận theo hướng ủng hộ phụ nữ được tham gia các chức vụ trong hội Thánh. Quyển sách sau này có ảnh hưởng trên Catherine Booth, người đồng sáng lập Cứu Thế Quân.
Tại những buổi nhóm họp vào thứ Ba của Palmer, các tín hữu Giám Lý bắt đầu tiếp xúc với những người ngoài giáo hội như Thomas Upham thuộc giáo phái Tự trị Giáo đoàn. Upham là nam giới đầu tiên đến tham dự các buổi nhóm, từ đó ông tìm hiểu về những trải nghiệm thần bí, tìm kiếm những giáo huấn trước đó về sự Thánh khiết của các tác giả như Johann Arndt và Madame Guyon.
Những người khác không thuộc giáo phái Giám Lý cũng đóng góp đáng kể cho Phong trào Thánh khiết. Suốt trong giai đoạn này, có hai nhân vật có quan hệ với Đại học Oberlin, Asa Mahan, viện trưởng và Charles Grandison Finney, nhà truyền bá phúc âm, cổ xuý và phát triển tư tưởng Thánh khiết Cơ Đốc. Năm 1836, Mahan trải nghiệm điều mà ông gọi là "báp têm bởi Chúa Thánh Linh". Mahan tin rằng kinh nghiệm này giúp tẩy sạch khỏi ông mọi ước muốn và khuynh hướng về tội lỗi. Trong khi đó, Finney tin rằng sự trải nghiệm "báp têm bởi Chúa Thánh Linh" cung ứng giải pháp thích đáng cho vấn nạn ông thường gặp trong các cuộc phục hưng tôn giáo. Có nhiều người xưng nhận đã từng trải qua kinh nghiệm qui đạo nhưng sau đó lại sa ngã trở về nếp sống cũ. Finney tin rằng trải nghiệm được "đầy dẫy Chúa Thánh Linh" giúp tân tín hữu tiếp tục đứng vững trong nếp sống Cơ Đốc.
Một nhân vật thuộc giáo phái Trưởng Lão, William Boardman, góp phần cổ xuý tư tưởng Thánh khiết, qua các chiến dịch truyền bá phúc âm và qua một tác phẩm của ông, The Higher Christian Life (Nếp sống Cơ Đốc cao đẹp hơn), xuất bản năm 1858.

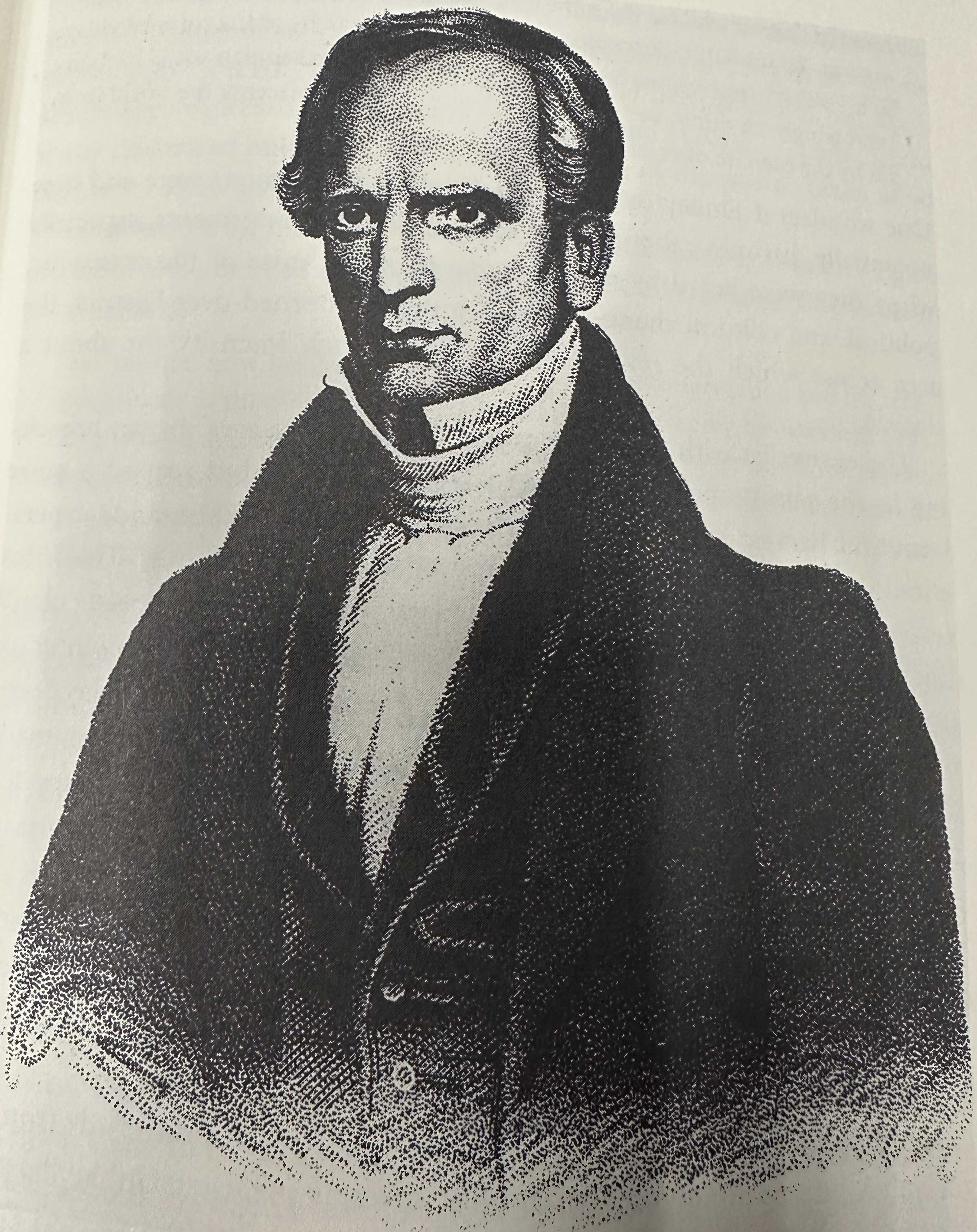
Charles Finney

Năm 1870, Phong trào Thánh khiết phát triển đến Anh, được gọi với một tên khác Phong trào Nếp sống cao đẹp hơn, theo tựa đề cuốn sách của William Boardman The Higher Life. Các hội nghị của phong trào này tổ chức tại Broadlands và Oxford trong năm 1874 và tại Brighton và Keswick năm 1875. Keswick sau đó trở thành trụ sở của phong trào tại Anh.
Năm 1874, Albert Benjamin Simpson, sau khi đọc tác phẩm The Higher Life của Boardman, cảm thấy cần có một trải nghiệm như thế cho chính mình. Về sau Simpson tiến tới việc thành lập một tổ chức truyền giáo, Hội Truyền giáo Phúc âm Liên hiệp (Christian and Missionary Alliance – CMA). Năm 1911, CMA gởi các nhà truyền giáo đến Đà Nẵng, thiết lập các cơ sở tôn giáo và bắt đầu truyền bá đức tin Kháng Cách trên lãnh thổ Việt Nam.

## Ảnh hưởng
Lập nền trên giáo thuyết Toàn hảo Cơ Đốc của Phong trào Thánh khiết, chịu ảnh hưởng bởi nhiệt tâm truyền giáo cùng việc ứng dụng những phương pháp linh hoạt trong công tác truyền bá phúc âm đã hình thành một số giáo phái và hội đoàn Cơ Đốc. Các giáo phái và hội đoàn Cơ Đốc này trở nên những nhân tố tích cực chuyển tải nền thần học tập chú và nếp sống Thánh khiết đến nhiều nơi trên thế giới:
- Giáo hội Wesley
- Giáo hội Giám Lý Tự do
- Giáo hội người Nazareth
- Cứu Thế Quân
- Hội Truyền giáo Phúc âm Liên hiệp
- Church of God (Anderson, Indiana)
- Church of God (Holiness)
- Phong trào Thánh khiết Bảo thủ
- Tổ chức Sứ mạng Phúc âm Thế giới